# Canterbury, Nya Zeeland
Canterbury (maori: Waitaha) på den nyzeeländska Sydön är den till ytan sett största av Nya Zeelands 16 regioner. 

## Geografi
Canterburyregionens gränser utgörs av naturliga avgränsningar i naturen. I norr är det Conwayfloden som utgör gräns och i söder är det Waitakifloden. I väster däremot är det en bergskedja, Sydalperna, som utgör gränsen.

## Demografi
| Befolkningsutvecklingen i Canterbury 1991–2018 | Befolkningsutvecklingen i Canterbury 1991–2018 | Befolkningsutvecklingen i Canterbury 1991–2018 | Befolkningsutvecklingen i Canterbury 1991–2018 | Befolkningsutvecklingen i Canterbury 1991–2018 |
| ---------------------------------------------- | ---------------------------------------------- | ---------------------------------------------- | ---------------------------------------------- | ---------------------------------------------- |
|                                                |                                                |                                                |                                                |                                                |
| År                                             |                                                |                                                | Folkmängd                                      |                                                |
| 1991                                           | 1991                                           |                                                | 438 171                                        |                                                |
| 1996                                           | 1996                                           |                                                | 468 039                                        |                                                |
| 2001                                           | 2001                                           |                                                | 481 431                                        |                                                |
| 2006                                           | 2006                                           |                                                | 521 832                                        |                                                |
| 2013                                           | 2013                                           |                                                | 539 433                                        |                                                |
| 2018                                           | 2018                                           |                                                | 599 694                                        |                                                |
|                                                |                                                |                                                |                                                |                                                |